# Kike (futsalista)
Kike, właśc. Enrique Boned Guillot (ur. 4 maja 1978 w Walencji) – hiszpański futsalista, zawodnik z pola, gracz El Pozo Murcia i reprezentacji Hiszpanii.

## Sukcesy

### Klubowe
- Mistrz Hiszpanii (4): 2005/2006, 2006/2007, 2008/2009, 2009/2010
- Puchar Hiszpanii (3): 2003, 2008, 2010
- Superpuchar Hiszpanii (3): 2006, 2010, 2012

### Reprezentacyjne
- Mistrzostwo Świata: 2000, 2004
- Mistrzostwo Europy (4): 2001, 2005, 2007, 2010, 2012

### Indywidualne
- Futsal Awards (zawodnik roku): 2009
- Srebrna Piłka Mistrzostw Świata: 2012
- MVP ligi hiszpańskiej (2): 2001/2002, 2005/2006